# Schweizer Parlamentswahlen 1854/Resultate Nationalratswahlen

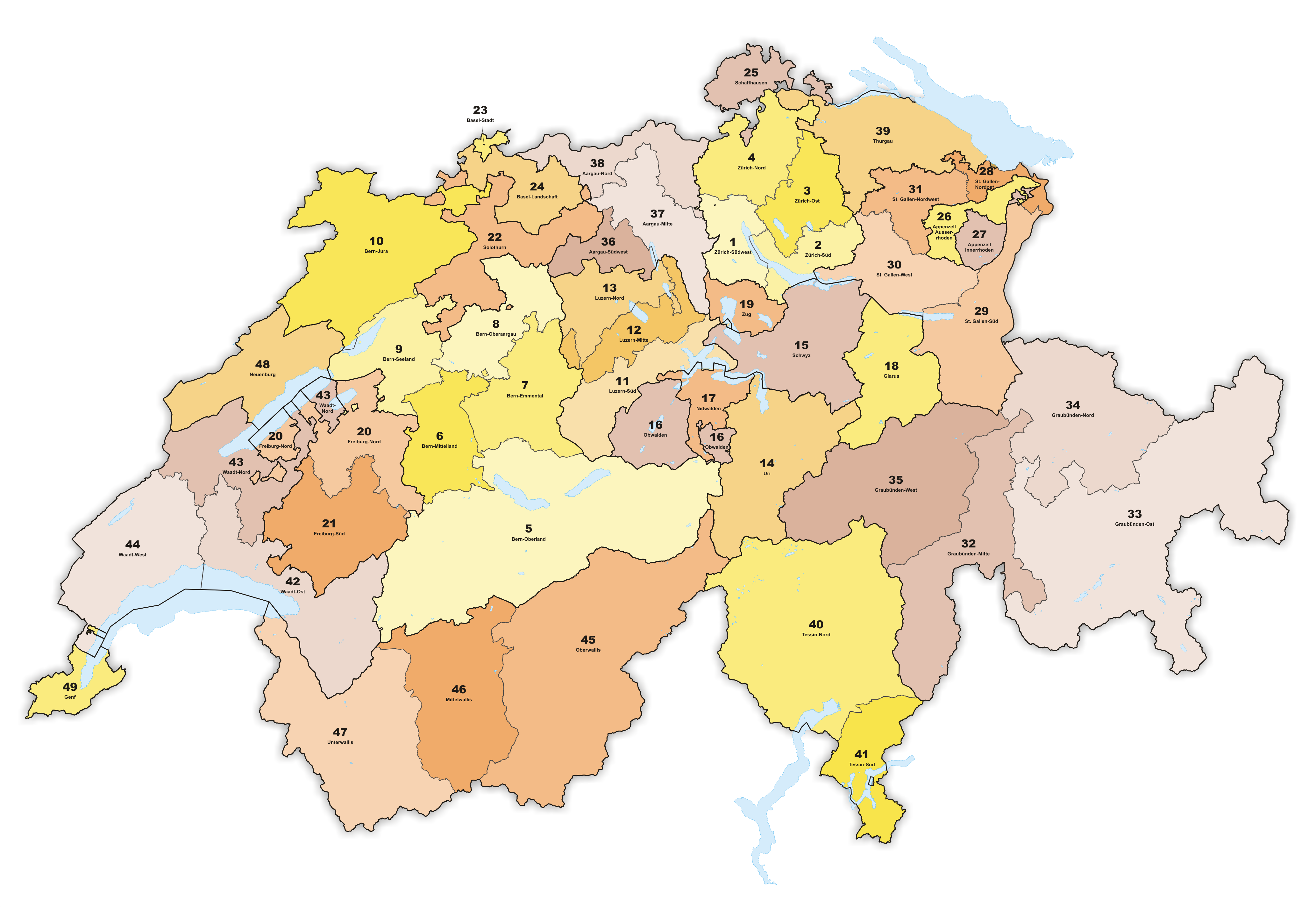
Nationalratswahlkreise von 1851 bis 1863

Die Nationalratswahlen der 3. Legislaturperiode fanden am 29. Oktober 1854 statt. Neu zu besetzen waren 120 Sitze im schweizerischen Nationalrat. Auf dieser Seite findet sich eine Übersicht über die detaillierten Resultate in den Kantonen.

## Erklärungen
Wie bei allen Wahlen vor der Einführung des heute üblichen Proporzwahlrechts im Jahr 1919 gelangte das Majorzwahlrecht zur Anwendung. Das Land war zu diesem Zweck in 49 unterschiedlich grosse Nationalratswahlkreise unterteilt, in denen ein bis vier Sitze zu vergeben waren. Angewendet wurde die so genannte romanische Mehrheitswahl, bei der ein Kandidat die absolute Mehrheit der abgegebenen Stimmen benötigte, um gewählt zu werden. Jeder Wähler hatte so viele Stimmen, wie Sitze zu vergeben waren. In einzelnen Wahlkreisen waren bis zu vier Wahlgänge notwendig.
In den Kantonen Appenzell Ausserrhoden, Appenzell Innerrhoden, Glarus, Obwalden, Nidwalden und Uri erfolgte die Wahl durch die jeweilige Landsgemeinde. Aus diesem Grund sind keine genauen Ergebnisse verfügbar.
- Wahlkreis: Die Wahlkreise waren fortlaufend nummeriert, geordnet nach der Reihenfolge der Kantone in der schweizerischen Bundesverfassung. Aufgrund der wechselnden Anzahl Wahlkreise im Laufe der Jahre erhielten manche mehrmals eine neue Nummer. Deshalb besitzen die weiterführenden Artikel ein Lemma mit einer inoffiziellen geographischen Bezeichnung.
- Gewählte Kandidaten sind fett markiert, nicht gewählte Kandidaten sind kursiv markiert

## Parteien
Eine Zuordnung von Kandidaten zu Parteien und politischen Gruppierungen ist nur bedingt möglich, da sie nicht auf offiziellen Parteilisten kandidierten. Der politischen Wirklichkeit des 19. Jahrhunderts entsprechend kann man eher von Parteiströmungen oder -richtungen sprechen. Die verwendeten Parteibezeichnungen sind daher eine ideologische Einschätzung.
- FL = Freisinnige Linke (Freisinnige, Radikale, Radikaldemokraten)
- LM = Liberale Mitte (Liberale, Liberaldemokraten)
- KK = Katholisch-Konservative
- ER = Evangelische Rechte (evangelische/reformierte Konservative)
- DL = Demokratische Linke (extreme Linke)

## Ergebnisse der Nationalratswahlen

### Kanton Aargau (10 Sitze)
| Wahlkreis | Sitze | Datum                           | Wahlbe- rechtigte | Anzahl Wählende | Wahlbe- teiligung | Gewählte und Nichtgewählte | Partei               | Stimmen                                          | Anteil                                           |
| --------- | ----- | ------------------------------- | ----------------- | --------------- | ----------------- | --- | -------------------- | ------------------------------------------------ | ------------------------------------------------ |
| Nr. 36    | 3     | 29. Oktober 1854                | 10 073            | 8 538           | 84,8 %            | Friedrich Frey-Herosé Samuel Frey Samuel Friedrich Siegfried Johann Hartmann Künzli Adolf Fischer                             | FL LM FL DL LM       | 07 843 06 916 04 419 02 624 00 873               | 91,9 % 81,0 % 51,8 % 30,7 % 10,2 %               |
| Nr. 36    | 3     | 31. Dezember 1854               | 9 879             | 8 120           | 82,9 %            | Adolf Fischer Johann Hartmann Künzli                                                                                          | LM DL                | 04 997 01 984                                    | 61,5 % 24,4 %                                    |
| Nr. 37    | 4     | 29. Oktober 1854                | 17 179            | 14 156          | 82,4 %            | Johann Peter Bruggisser Franz Waller Friedrich Schmid Gottlieb Jäger Johann Rudolf Ringier Plazid Weissenbach sr. Peter Suter | FL FL LM FL LM FL FL | 11 842 10 205 08 733 07 381 05 064 02 285 01 002 | 83,7 % 72,1 % 61,7 % 52,1 % 35,8 % 16,1 % 07,1 % |
| Nr. 38    | 3     | 29. Oktober 1854                | 12 591            | 9 983           | 79,3 %            | Karl Ferdinand Schimpf Udalrich Schaufelbühl Wilhelm Karl Baldinger Karl Emanuel Fahrländer Augustin Keller                   | FL KK FL             | 07 129 06 997 06 655 02 001 01 814               | 71,4 % 70,1 % 66,7 % 20,0 % 18,2 %               |
| Nr. 38    | 3     | 19. November 1854 (2. Wahlgang) | 12 531            | 9 908           | 79,1 %            | Augustin Keller Karl Emanuel Fahrländer                                                                                       | FL KK                | 04 703 04 158                                    | 47,5 % 42,0 %                                    |
| Nr. 38    | 3     | 26. November 1854 (3. Wahlgang) | ca. 12 500        | 10 182          | 81,5 %            | Augustin Keller Karl Emanuel Fahrländer                                                                                       | FL KK                | 05 952 03 665                                    | 58,5 % 36,0 %                                    |

### Kanton Appenzell Ausserrhoden (2 Sitze)
| Wahlkreis | Sitze | Datum            | Gewählte                        | Partei |
| --------- | ----- | ---------------- | ------------------------------- | ------ |
| Nr. 26    | 2     | 29. Oktober 1854 | Jakob Kellenberger Titus Tobler | ? FL   |

### Kanton Appenzell Innerrhoden (1 Sitz)
| Wahlkreis | Sitze | Datum            | Gewählte              | Partei |
| --------- | ----- | ---------------- | --------------------- | ------ |
| Nr. 27    | 1     | 29. Oktober 1854 | Johann Nepomuk Hautle | KK     |

### Kanton Basel-Landschaft (2 Sitze)
| Wahlkreis | Sitze | Datum                           | Wahlbe- rechtigte | Anzahl Wählende | Wahlbe- teiligung | Gewählte und Nichtgewählte                                        | Partei      | Stimmen                 | Anteil                      |
| --------- | ----- | ------------------------------- | ----------------- | --------------- | ----------------- | ----------------------------------------------------------------- | ----------- | ----------------------- | --------------------------- |
| Nr. 24    | 2     | 29. Oktober 1854                | 10 450            | 2 502           | 23,9 %            | August Gysin Johann Bussinger Stephan Gutzwiller Anton von Blarer | DL FL DL    | 0 984 0 947 0 812 0 693 | 39,3 % 37,8 % 32,5 % 27,7 % |
| Nr. 24    | 2     | 12. November 1854 (2. Wahlgang) | 10 450            | 2 358           | 22,6 %            | Johann Bussinger Stephan Gutzwiller August Gysin Anton von Blarer | FL FL DL DL | 1 493 1 130 1 084 0 670 | 63,3 % 47,9 % 46,0 % 28,4 % |
| Nr. 24    | 2     | 26. November 1854 (3. Wahlgang) | 10 450            | 2 709           | 25,9 %            | Stephan Gutzwiller August Gysin                                   | FL DL       | 1 696 0 834             | 62,6 % 30,8 %               |

### Kanton Basel-Stadt (1 Sitz)
| Wahlkreis | Sitze | Datum            | Wahlbe- rechtigte | Anzahl Wählende | Wahlbe- teiligung | Gewählte und Nichtgewählte | Partei | Stimmen | Anteil |
| --------- | ----- | ---------------- | ----------------- | --------------- | ----------------- | -------------------------- | ------ | ------- | ------ |
| Nr. 23    | 1     | 29. Oktober 1854 | 3 408             | 780             | 22,9 %            | Johann Jakob Stehlin       | LM     | 701     | 89,9 % |

### Kanton Bern (23 Sitze)
| Wahlkreis | Sitze | Datum                           | Wahlbe- rechtigte | Anzahl Wählende | Wahlbe- teiligung | Gewählte und Nichtgewählte | Partei         | Stimmen                                                     | Anteil                                                                |
| --------- | ----- | ------------------------------- | ----------------- | --------------- | ----------------- | --- | -------------- | ----------------------------------------------------------- | --------------------------------------------------------------------- |
| Nr. 5     | 4     | 29. Oktober 1854                | 17 237            | 9 493           | 55,1 %            | Jakob Karlen Albrecht Weyermann Samuel Friedrich Moser Jakob Imobersteg Johannes Knechtenhofer Jakob Weissmüller Eduard von Müller Samuel Hutzli Abraham Mützenberg Samuel Teuscher | FL FL ER ER    | 5 797 5 278 4 221 4 136 3 671 3 192 3 098 3 073 1 356 1 233 | 61,1 % 55,6 % 44,5 % 43,6 % 38,7 % 33,6 % 32,6 % 32,4 % 14,3 % 13,0 % |
| Nr. 5     | 4     | 12. November 1854 (2. Wahlgang) | 17 237            | 7 560           | 43,9 %            | Samuel Friedrich Moser Jakob Imobersteg | FL FL          | 4 479 4 387                                                 | 59,2 % 58,0 %                                                         |
| Nr. 6     | 4     | 29. Oktober 1854                | 17 828            | 8 191           | 45,9 %            | Friedrich Fueter Eduard Blösch August von Gonzenbach Bendicht Straub Christoph Albert Kurz Jakob Steiner                                                                            | ER ER LM FL    | 6 419 6 356 4 103 3 880 3 110 3 029                         | 78,4 % 77,6 % 50,1 % 47,4 % 38,0 % 37,0 %                             |
| Nr. 6     | 4     | 12. November 1854 (2. Wahlgang) | 17 438            | 7 118           | 40,8 %            | Bendicht Straub Christoph Albert Kurz Jakob Steiner | ER LM FL       | 3 426 2 004 0 764                                           | 48,1 % 28,2 % 10,7 %                                                  |
| Nr. 6     | 4     | 19. November 1854 (3. Wahlgang) | 17 438            | 7 548           | 43,3 %            | Christoph Albert Kurz Bendicht Straub | LM ER          | 4 377 2 699                                                 | 58,0 % 35,8 %                                                         |
| Nr. 7     | 4     | 29. Oktober 1854                | 16 351            | 5 720           | 35,0 %            | Johann Ulrich Gfeller Karl Karrer Gottlieb Rudolf Bühlmann Johannes Bach | FL FL ER FL    | 5 105 4 781 4 780 4 179                                     | 89,2 % 83,6 % 83,6 % 73,1 %                                           |
| Nr. 8     | 4     | 29. Oktober 1854                | 16 942            | 8 600           | 50,7 %            | Johann Bützberger Johann Rudolf Vogel Johannes Hubler Jakob Steiner Jakob Leuenberger                                                                                               | FL FL FL       | 7 092 6 738 4 472 0< 50 0< 50                               | 82,5 % 78,3 % 52,0 % ? ?                                              |
| Nr. 8     | 4     | 12. November 1854 (2. Wahlgang) | 16 616            | 7 463           | 44,9 %            | Jakob Steiner | FL             | 6 121                                                       | 82,0 %                                                                |
| Nr. 9     | 3     | 29. Oktober 1854                | 12 889            | ca. 5 900       | 45,7 %            | Jakob Stämpfli Johann Rudolf Schneider Johann August Weingart Guillaume-Henri Dufour Ulrich Ochsenbein                                                                              | FL FL ER ER    | 6 038 5 180 4 988 1 330 1 087                               | 79,8 % 68,5 % 65,9 % 17,6 % 14,4 %                                    |
| Nr. 9     | 3     | 10. Juni 1855                   | 12 889            | ca. 5 900       | 45,7 %            | Jakob Leuenberger Jean Sessler Emil Vogt | FL FL FL       | 2 921 1 920 0 382                                           | 49,5 % 32,5 % 06,4 %                                                  |
| Nr. 9     | 3     | 24. Juni 1855                   | 12 889            | 7 840           | 60,8 %            | Jakob Leuenberger Jean Sessler | FL FL          | 4 867 3 000                                                 | 62,1 % 38,3 %                                                         |
| Nr. 10    | 4     | 29. Oktober 1854                | 16 843            | 9 577           | 56,8 %            | Paul Migy Édouard Carlin Cyprien Revel Xavier Stockmar Auguste Moschard Pierre-Ignace Aubry Simon Bandelier                                                                         | FL FL ER KK ER | 8 743 5 368 5 159 4 679 3 995 3 656 3 520                   | 91,3 % 56,1 % 53,9 % 48,9 % 41,7 % 38,2 % 36,8 %                      |
| Nr. 10    | 4     | 12. November 1854 (2. Wahlgang) | 16 469            | ca. 5 000       | 30,4 %            | Xavier Stockmar | FL             | 4 679                                                       | 93,6 %                                                                |

### Kanton Freiburg (5 Sitze)
| Wahlkreis | Sitze | Datum            | Wahlbe- rechtigte | Anzahl Wählende | Wahlbe- teiligung | Gewählte und Nichtgewählte                                                                                              | Partei         | Stimmen                             | Anteil                                    |
| --------- | ----- | ---------------- | ----------------- | --------------- | ----------------- | --- | -------------- | ----------------------------------- | ----------------------------------------- |
| Nr. 20    | 3     | 29. Oktober 1854 | ca. 14 000        | 10 848          | 77,5 %            | J. F. L. Engelhard François-Xavier Bondallaz Alfred Vonderweid Félicien Rouiller Henri-Benjamin Presset Nicolas Glasson | LM LM KK FL FL | 6 496 6 445 6 287 3 805 3 328 3 231 | 59,9 % 59,4 % 58,0 % 35,1 % 30,7 % 29,8 % |
| Nr. 21    | 2     | 29. Oktober 1854 | ca. 9 000         | 6 193           | 68,8 %            | Louis de Wuilleret Hubert Charles Jacques Remy Louis Perrier                                                            | KK KK FL FL    | 4 341 4 330 1 821 1 804             | 70,1 % 69,9 % 29,4 % 29,1 %               |

### Kanton Genf (3 Sitze)
| Wahlkreis | Sitze | Datum            | Wahlbe- rechtigte | Anzahl Wählende | Wahlbe- teiligung | Gewählte und Nichtgewählte                                                                                    | Partei      | Stimmen                             | Anteil                                    |
| --------- | ----- | ---------------- | ----------------- | --------------- | ----------------- | --- | ----------- | ----------------------------------- | ----------------------------------------- |
| Nr. 49    | 3     | 29. Oktober 1854 | ca. 13 500        | 9 909           | 73,4 %            | Guillaume-Henri Dufour Philippe Camperio Jean-Jacques Darier James Fazy Abraham Louis Tourte Adolphe Fontanel | LM LM FL FL | 5 196 5 024 4 992 4 909 4 806 4 777 | 52,4 % 50,7 % 50,4 % 49,5 % 48,5 % 48,2 % |

### Kanton Glarus (2 Sitze)
| Wahlkreis | Sitze | Datum            | Wahlbe- rechtigte | Gewählte                     | Partei |
| --------- | ----- | ---------------- | ----------------- | ---------------------------- | ------ |
| Nr. 18    | 2     | 22. Oktober 1854 | ca. 6 900         | Caspar Jenny Johannes Trümpy | FL FL  |

### Kanton Graubünden (4 Sitze)
| Wahlkreis | Sitze | Datum            | Wahlbe- rechtigte | Anzahl Wählende | Wahlbe- teiligung | Gewählte und Nichtgewählte                            | Partei   | Stimmen           | Anteil               |
| --------- | ----- | ---------------- | ----------------- | --------------- | ----------------- | ----------------------------------------------------- | -------- | ----------------- | -------------------- |
| Nr. 32    | 1     | 29. Oktober 1854 | 5 890             | 2 009           | 34,1 %            | Johann Baptista Bavier                                | ER       | 1 684             | 83,8 %               |
| Nr. 33    | 1     | 29. Oktober 1854 | 5 304             | 1 900           | 35,8 %            | Andreas Rudolf von Planta Peter Lorenz Steiner        | LM FL    | 1 224 0 266       | 64,4 % 14,0 %        |
| Nr. 34    | 1     | 29. Oktober 1854 | 5 450             | 2 761           | 50,7 %            | Georg Michel                                          | FL       | 2 124             | 76,9 %               |
| Nr. 35    | 1     | 29. Oktober 1854 | 5 255             | 3 346           | 63,7 %            | Alois de Latour Ludwig Vieli Johann R. von Toggenburg | FL KK KK | 2 208 0 474 0 394 | 66,0 % 14,2 % 11,8 % |

### Kanton Luzern (7 Sitze)
| Wahlkreis | Sitze | Datum            | Wahlbe- rechtigte | Anzahl Wählende | Wahlbe- teiligung | Gewählte und Nichtgewählte                          | Partei   | Stimmen           | Anteil                |
| --------- | ----- | ---------------- | ----------------- | --------------- | ----------------- | --------------------------------------------------- | -------- | ----------------- | --------------------- |
| Nr. 11    | 2     | 29. Oktober 1854 | 8 033             | 1 470           | 18,3 %            | Josef Bucher Josef Martin Knüsel                    | FL LM    | 1 455 1 352       | 99,0 % 92,0 %         |
| Nr. 12    | 2     | 29. Oktober 1854 | 7 888             | 2 404           | 30,5 %            | Philipp Anton von Segesser Alois Kopp               | KK KK    | 2 089 2 089       | 86,9 % 86,9 %         |
| Nr. 13    | 3     | 29. Oktober 1854 | 11 481            | 2 612           | 22,8 %            | Casimir Pfyffer Josef Sigmund Bühler Anton Schnyder | FL FL FL | 2 638 2 544 2 338 | 101,0 % 97,4 % 89,5 % |

### Kanton Neuenburg (4 Sitze)
| Wahlkreis | Sitze | Datum            | Wahlbe- rechtigte | Anzahl Wählende | Wahlbe- teiligung | Gewählte und Nichtgewählte | Partei         | Stimmen                                               | Anteil                                                         |
| --------- | ----- | ---------------- | ----------------- | --------------- | ----------------- | --- | -------------- | ----------------------------------------------------- | -------------------------------------------------------------- |
| Nr. 48    | 4     | 29. Oktober 1854 | 17 400            | 3 006           | 17,3 %            | Fritz Courvoisier Alexis-Marie Piaget Charles-Jules Matthey Frédéric Auguste Zuberbühler Jules Philippin Eugène Huguenin Louis Denzler Henri Grandjean Hugues Thomas | FL FL LM FL LM | 2 749 2 152 1 679 1 531 1 196 0 985 0 840 0 401 0 315 | 91,5 % 71,6 % 55,9 % 50,8 % 39,8 % 32,8 % 27,9 % 13,3 % 10,5 % |

### Kanton Nidwalden (1 Sitz)
| Wahlkreis | Sitze | Datum            | Wahlbe- rechtigte | Gewählte und Nichtgewählte     | Partei |
| --------- | ----- | ---------------- | ----------------- | ------------------------------ | ------ |
| Nr. 17    | 1     | 22. Oktober 1854 | ca. 2 600         | Melchior Wyrsch Franz Odermatt | KK FL  |

### Kanton Obwalden (1 Sitz)
| Wahlkreis | Sitze | Datum            | Wahlbe- rechtigte | Gewählte   | Partei |
| --------- | ----- | ---------------- | ----------------- | ---------- | ------ |
| Nr. 16    | 1     | 22. Oktober 1854 | ca. 3 000         | Franz Wirz | KK     |

### Kanton Schaffhausen (2 Sitze)
| Wahlkreis | Sitze | Datum                           | Wahlbe- rechtigte | Anzahl Wählende | Wahlbe- teiligung | Gewählte und Nichtgewählte                                                                                      | Partei      | Stimmen                       | Anteil                             |
| --------- | ----- | ------------------------------- | ----------------- | --------------- | ----------------- | --- | ----------- | ----------------------------- | ---------------------------------- |
| Nr. 25    | 2     | 29. Oktober 1854                | 6 474             | 1 827           | 28,2 %            | Johann Georg Fuog Johann Heinrich Ammann Friedrich Peyer im Hof Johann Georg Oschwald Johann Georg Böschenstein | FL FL LM LM | 0 667 0 640 0 467 0 298 0 236 | 36,5 % 35,0 % 25,6 % 16,3 % 12,9 % |
| Nr. 25    | 2     | 5. November 1854 (2. Wahlgang)  | 6 474             | 5 516           | 85,2 %            | Johann Georg Fuog Johann Georg Oschwald Johann Heinrich Ammann Friedrich Peyer im Hof Franz Adolf Schalch       | FL LM FL LM | 3 494 2 469 0 811 0 621 0 564 | 63,3 % 44,8 % 14,7 % 11,3 % 10,2 % |
| Nr. 25    | 2     | 12. November 1854 (3. Wahlgang) | 6 474             | 5 403           | 85,4 %            | Jakob Christian Schenkel Johann Georg Oschwald Franz Adolf Schalch Stefano Franscini                            | FL LM FL    | 1 370 0 961 0 642 0 569       | 25,4 % 17,8 % 11,9 % 10,5 %        |
| Nr. 25    | 2     | 19. November 1854 (4. Wahlgang) | 6 474             | 5 420           | 83,8 %            | Stefano Franscini Jakob Christian Schenkel Franz Adolf Schalch                                                  | FL FL LM    | 3 108 1 601 0 607             | 57,3 % 29,5 % 11,2 %               |
| Nr. 25    | 2     | 11. März 1855                   | 6 474             | ca. 4 300       | 67,2 %            | Franz Adolf Schalch Johann Heinrich Ammann Jakob Christian Schenkel                                             | LM FL FL    | 1 676 1 485 0 744             | 39,0 % 34,5 % 17,3 %               |
| Nr. 25    | 2     | 27. März 1855                   | 6 474             | 5 364           | 83,8 %            | Franz Adolf Schalch Johann Heinrich Ammann                                                                      | LM FL       | 3 158 1 754                   | 58,9 % 32,7 %                      |

### Kanton Schwyz (2 Sitze)
| Wahlkreis | Sitze | Datum            | Wahlbe- rechtigte | Anzahl Wählende | Wahlbe- teiligung | Gewählte und Nichtgewählte                                                | Partei      | Stimmen         | Anteil                      |
| --------- | ----- | ---------------- | ----------------- | --------------- | ----------------- | ------------------------------------------------------------------------- | ----------- | --------------- | --------------------------- |
| Nr. 15    | 2     | 22. Oktober 1854 | 11 950            | 1 302           | 10,9 %            | Karl Styger Jakob Meinrad Hegner Johann Anton Steinegger Xaver Aufdermaur | KK FL KK KK | 980 660 655 302 | 75,3 % 50,7 % 50,3 % 23,2 % |

### Kanton Solothurn (3 Sitze)
| Wahlkreis | Sitze | Datum            | Wahlbe- rechtigte | Anzahl Wählende | Wahlbe- teiligung | Gewählte und Nichtgewählte                                                                | Partei         | Stimmen                       | Anteil                             |
| --------- | ----- | ---------------- | ----------------- | --------------- | ----------------- | ----------------------------------------------------------------------------------------- | -------------- | ----------------------------- | ---------------------------------- |
| Nr. 22    | 3     | 29. Oktober 1854 | 14 345            | 4 632           | 32,3 %            | Simon Lack Josef Munzinger Johann Jakob Trog Kaspar Affolter Joseph Wilhelm Viktor Vigier | LM FL LM DL DL | 4 415 4 335 3 444 0 543 0 338 | 95,3 % 93,6 % 74,4 % 11,7 % 07,3 % |
| Nr. 22    | 3     | 7. Januar 1855   | 14 345            | 6 668           | 46,9 %            | Benjamin Brunner Kaspar Affolter                                                          | FL DL          | 4 039 2 445                   | 60,6 % 36,7 %                      |

### Kanton St. Gallen (8 Sitze)
| Wahlkreis | Sitze | Datum                           | Wahlbe- rechtigte | Anzahl Wählende | Wahlbe- teiligung | Gewählte und Nichtgewählte                                                                                      | Partei         | Stimmen                             | Anteil                                    |
| --------- | ----- | ------------------------------- | ----------------- | --------------- | ----------------- | --- | -------------- | ----------------------------------- | ----------------------------------------- |
| Nr. 28    | 2     | 29. Oktober 1854                | 11 895            | 7 145           | 60,1 %            | Joseph Marzell Hoffmann Wilhelm Matthias Naeff Johann Joseph Müller Konrad Bärlocher Jakob Ulrich Ritter        | FL FL KK FL    | 3 286 2 369 2 292 1 717 1 394       | 46,0 % 33,2 % 32,1 % 24,0 % 19,5 %        |
| Nr. 28    | 2     | 12. November 1854 (2. Wahlgang) | 11 895            | 6 965           | 58,6 %            | Joseph Marzell Hoffmann Wilhelm Matthias Naeff Johann Joseph Müller Konrad Bärlocher                            | FL FL KK KK    | 4 202 3 638 2 675 1 490             | 60,3 % 52,2 % 38,4 % 21,4 %               |
| Nr. 28    | 2     | 28. März 1855                   | 11 895            | 8 043           | 67,6 %            | Jakob Ulrich Ritter                                                                                             | FL             | 7 842                               | 97,5 %                                    |
| Nr. 29    | 2     | 29. Oktober 1854                | 11 614            | 6 445           | 55,5 %            | Josef Leonhard Bernold Christian Rohrer Jakob Ulrich Ritter Gallus Jakob Baumgartner Johann Custer Josef Guldin | FL FL KK ER KK | 3 630 2 265 1 903 1 792 1 121 0 320 | 56,3 % 35,1 % 29,5 % 27,8 % 17,4 % 05,0 % |
| Nr. 29    | 2     | 12. November 1854 (2. Wahlgang) | 11 614            | 6 106           | 52,6 %            | Christian Rohrer Jakob Ulrich Ritter Gallus Jakob Baumgartner                                                   | FL FL KK       | 2 666 1 759 1 262                   | 43,7 % 28,8 % 20,7 %                      |
| Nr. 29    | 2     | 19. November 1854 (3. Wahlgang) | 11 614            | 6 835           | 58,9 %            | Christian Rohrer Jakob Ulrich Ritter Gallus Jakob Baumgartner                                                   | FL FL KK       | 3 548 2 377 0 910                   | 51,9 % 34,8 % 13,3 %                      |
| Nr. 30    | 2     | 29. Oktober 1854                | 12 148            | 7 148           | 58,8 %            | Abraham Raschle Benedikt Schubiger Meinrad Breny Johann Georg Anderegg                                          | FL FL KK KK    | 5 018 4 816 1 784 1 335             | 70,2 % 67,4 % 25,0 % 18,7 %               |
| Nr. 31    | 2     | 29. Oktober 1854                | 11 951            | 8 453           | 70,7 %            | Johann M. Hungerbühler Johann Georg Anderegg Johann Joseph Müller Gallus Jakob Baumgartner Leonhard Gmür        | FL LM KK KK    | 6 353 5 309 2 346 0 914 0 503       | 75,2 % 62,8 % 27,8 % 10,8 % 06,0 %        |

### Kanton Tessin (6 Sitze)
| Wahlkreis | Sitze | Datum            | Wahlbe- rechtigte | Anzahl Wählende | Wahlbe- teiligung | Gewählte und Nichtgewählte                                                                                      | Partei      | Stimmen                             | Anteil                                    |
| --------- | ----- | ---------------- | ----------------- | --------------- | ----------------- | --- | ----------- | ----------------------------------- | ----------------------------------------- |
| Nr. 40    | 3     | 29. Oktober 1854 | 12 553            | ca. 9 000       | 71,7 %            | Leone de Stoppani Giuseppe Filippo Lepori Gaetano Luvisoni Cesare Bernasconi Giacomo Luvini Agostino Demarchi   | KK KK FL FL | 4 739 4 717 4 586 4 289 4 280 4 185 | 52,7 % 52,4 % 51,0 % 47,7 % 47,6 % 46,5 % |
| Nr. 41    | 3     | 29. Oktober 1854 | 12 447            | ca. 8 400       | 67,5 %            | Rocco Bonzanigo Michele Pedrazzini Ferdinando Cattaneo Stefano Franscini Giovanni Battista Pioda Giovanni Jauch | LM KK FL FL | 7 639 5 473 5 439 3 851 3 776 0 815 | 90,9 % 65,2 % 64,8 % 45,8 % 45,0 % 09,7 % |

Nach dem Wahlsieg der Katholisch-Konservativen fochten die Freisinnigen das Ergebnis an und waren mit ihrem Rekurs vor Gericht erfolgreich. Die Wahlen wurden am 11. März 1855 wiederholt. Bundesrat Stefano Franscini kandidierte derweil erfolgreich im Kanton Schaffhausen.
| Wahlkreis | Sitze | Datum         | Wahlbe- rechtigte | Anzahl Wählende | Wahlbe- teiligung | Gewählte und Nichtgewählte                                                                                            | Partei         | Stimmen                             | Anteil                                    |
| --------- | ----- | ------------- | ----------------- | --------------- | ----------------- | --- | -------------- | ----------------------------------- | ----------------------------------------- |
| Nr. 40    | 3     | 11. März 1855 | 11 750            | ca. 7 500       | 63,8 %            | Giacomo Luvini Cesare Bernasconi Giovanni Battista Ramelli Leone de Stoppani Giuseppe Filippo Lepori Gaetano Luvisoni | FL FL KK KK    | 7 038 6 974 6 925 0 550 0 496 0 488 | 93,8 % 93,0 % 92,3 % 07,3 % 06,6 % 06,5 % |
| Nr. 41    | 3     | 11. März 1855 | 11 750            | ca. 7 000       | 59,6 %            | Giovanni Jauch Giuseppe Patocchi Giovanni Battista Pioda Rocco Bonzanigo Ferdinando Cattaneo Michele Pedrazzini       | FL FL LM KK KK | 5 441 5 380 5 363 1 553 1 538 1 490 | 77,7 % 76,9 % 76,6 % 22,2 % 22,0 % 21,3 % |

### Kanton Thurgau (4 Sitze)
| Wahlkreis | Sitze | Datum            | Wahlbe- rechtigte | Anzahl Wählende | Wahlbe- teiligung | Gewählte und Nichtgewählte                                                                                                | Partei         | Stimmen                                   | Anteil                                    |
| --------- | ----- | ---------------- | ----------------- | --------------- | ----------------- | --- | -------------- | ----------------------------------------- | ----------------------------------------- |
| Nr. 39    | 4     | 29. Oktober 1854 | 20 537            | 15 494          | 75,4 %            | Eduard Häberlin Johann Ludwig Sulzberger Johann Georg Kreis Johann Baptist von Streng Augustin Ramsperger Ulrich Diethelm | FL FL LM KK DL | 12 937 12 270 11 234 07 874 04 555 02 232 | 91,1 % 86,4 % 79,1 % 55,4 % 32,1 % 15,7 % |

### Kanton Uri (1 Sitz)
| Wahlkreis | Sitze | Datum            | Wahlbe- rechtigte | Gewählte       | Partei |
| --------- | ----- | ---------------- | ----------------- | -------------- | ------ |
| Nr. 14    | 1     | 22. Oktober 1854 | ca. 3 200         | Florian Lusser | KK     |

### Kanton Waadt (10 Sitze)
| Wahlkreis | Sitze | Datum                           | Wahlbe- rechtigte | Anzahl Wählende | Wahlbe- teiligung | Gewählte und Nichtgewählte                                                                                                   | Partei                  | Stimmen                                         | Anteil                                                  |
| --------- | ----- | ------------------------------- | ----------------- | --------------- | ----------------- | --- | ----------------------- | ----------------------------------------------- | ------------------------------------------------------- |
| Nr. 42    | 4     | 29. Oktober 1854                | 19 348            | 7 557           | 39,1 %            | Jules Martin Louis Blanchenay Édouard Dapples Frédéric Fonjallaz Jules Eytel Édouard Cherix Jules Puenzieux Xavier Gottofrey | FL FL LM FL DL FL LM LM | 4 247 3 719 3 485 3 418 3 138 2 867 2 723 2 352 | 57,7 % 50,5 % 47,4 % 46,4 % 42,6 % 39,0 % 37,0 % 32,0 % |
| Nr. 42    | 4     | 5. November 1854 (2. Wahlgang)  | 19 306            | 7 989           | 41,4 %            | Louis Blanchenay Frédéric Fonjallaz Édouard Cherix Édouard Dapples Jules Eytel Jules Puenzieux                               | FL FL LM DL LM          | 4 879 4 571 4 093 3 309 2 776 2 319             | 61,1 % 57,2 % 51,2 % 41,4 % 34,7 % 29,0 %               |
| Nr. 43    | 3     | 29. Oktober 1854                | ca. 15 500        | 5 777           | 37,3 %            | Abram-Daniel Meystre Charles Estoppey Henri Druey Charles Burnand Jean-Louis Demiéville Emmanuel-David Bourgeois             | DL FL LM LM             | 4 479 4 396 4 090 0 844 0 832 0 293             | 82,1 % 80,6 % 75,0 % 15,5 % 15,3 % 05,4 %               |
| Nr. 43    | 3     | 28. Januar 1855                 | ca. 19 000        | 4 929           | 25,9 %            | Georges-Adolphe Flaction Jean-François Bettex Charles Bontems                                                                | FL FL LM                | 1 771 1 764 1 045                               | 35,9 % 35,8 % 21,2 %                                    |
| Nr. 43    | 3     | 17. Februar 1855                | ca. 19 000        | 5 060           | 26,6 %            | Georges-Adolphe Flaction François Bettex                                                                                     | FL FL                   | 3 520 1 264                                     | 69,6 % 25,0 %                                           |
| Nr. 44    | 3     | 29. Oktober 1854                | 15 016            | 6 176           | 41,1 %            | Vincent Kehrwand François Thury Charles Bontems Maurice-Benjamin Bonard John Berney Auguste Audemars                         | FL FL LM FL ER          | 3 720 3 118 2 679 2 470 1 984 1 782             | 68,4 % 57,3 % 49,3 % 45,4 % 36,5 % 32,8 %               |
| Nr. 44    | 3     | 16. November 1854 (2. Wahlgang) | ca. 15 000        | 5 458           | 36,4 %            | Maurice-Benjamin Bonard Charles Bontems                                                                                      | FL LM                   | 3 408 1 606                                     | 62,4 % 29,4 %                                           |

### Kanton Wallis (4 Sitze)
| Wahlkreis | Sitze | Datum            | Wahlbe- rechtigte | Anzahl Wählende | Wahlbe- teiligung | Gewählte und Nichtgewählte                                                | Partei      | Stimmen                 | Anteil                      |
| --------- | ----- | ---------------- | ----------------- | --------------- | ----------------- | ------------------------------------------------------------------------- | ----------- | ----------------------- | --------------------------- |
| Nr. 45    | 1     | 29. Oktober 1854 | 5 378             | 2 445           | 44,5 %            | Alexis Allet                                                              | KK          | 2 003                   | 82,1 %                      |
| Nr. 46    | 1     | 29. Oktober 1854 | 5 085             | 2 993           | 57,7 %            | Antoine de Riedmatten Maurice Barman                                      | KK FL       | 1 819 1 008             | 61,7 % 34,2 %               |
| Nr. 47    | 2     | 29. Oktober 1854 | 9 387             | 4 111           | 42,8 %            | Adrien-Félix Pottier Maurice Barman Maurice Claivaz Charles-Louis de Bons | FL FL KK KK | 2 669 2 663 1 315 1 134 | 65,9 % 65,7 % 32,5 % 28,0 % |

### Kanton Zug (1 Sitz)
| Wahlkreis | Sitze | Datum            | Wahlbe- rechtigte | Anzahl Wählende | Wahlbe- teiligung | Gewählte und Nichtgewählte | Partei | Stimmen | Anteil  |
| --------- | ----- | ---------------- | ----------------- | --------------- | ----------------- | -------------------------- | ------ | ------- | ------- |
| Nr. 19    | 1     | 29. Oktober 1854 | 4 000             | 588             | 14,7 %            | Konrad Bossard             | KK     | 588     | 100,0 % |

### Kanton Zürich (13 Sitze)
| Wahlkreis | Sitze | Datum                           | Wahlbe- rechtigte | Anzahl Wählende | Wahlbe- teiligung | Gewählte und Nichtgewählte                                                                        | Partei         | Stimmen                             | Anteil                                    |
| --------- | ----- | ------------------------------- | ----------------- | --------------- | ----------------- | ------------------------------------------------------------------------------------------------- | -------------- | ----------------------------------- | ----------------------------------------- |
| Nr. 1     | 4     | 29. Oktober 1854                | 19 035            | 1 960           | 10,3 %            | Alfred Escher Georg Joseph Sidler Johann Jakob Treichler Heinrich Hüni Jonas Furrer Rudolf Stehli | FL FL DL FL FL | 1 689 1 463 1 362 0 974 0 749 0 487 | 86,2 % 74,6 % 69,5 % 49,7 % 38,2 % 24,8 % |
| Nr. 1     | 4     | 12. November 1854 (2. Wahlgang) | 19 249            | 691             | 3,6 %             | Heinrich Hüni                                                                                     | FL             | 0 596                               | 86,3 %                                    |
| Nr. 2     | 3     | 29. Oktober 1854                | 14 985            | 914             | 6,1 %             | Jonas Furrer Karl Adolf Huber Hermann Stadtmann                                                   | FL FL FL       | 0 767 0 696 0 688                   | 83,9 % 76,1 % 75,3 %                      |
| Nr. 2     | 3     | 11. März 1855                   | 14 521            | 936             | 6,5 %             | Johann Heinrich Fierz Hans Ott                                                                    | FL ER          | 0 546 0 353                         | 58,3 % 37,7 %                             |
| Nr. 3     | 3     | 29. Oktober 1854                | 14 820            | 1 033           | 6,8 %             | Rudolf Wäffler Hans Heinrich Zangger Heinrich Rüegg                                               | FL FL FL       | 0 964 0 948 0 865                   | 93,0 % 91,8 % 82,9 %                      |
| Nr. 4     | 3     | 29. Oktober 1854                | 15 278            | 1 009           | 6,6 %             | Paul Carl Eduard Ziegler Rudolf Benz Johann Jakob Ryffel                                          | ER FL FL       | 0 967 0 942 0 796                   | 96,3 % 93,4 % 78,9 %                      |

## Ersatzwahlen bis 1857
Aufgrund von Vakanzen während der darauf folgenden 3. Legislaturperiode fanden zehn Ersatzwahlen in neun Wahlkreisen statt.
| Wahlkreis / Kanton | Ersatz für               | Datum                            | Wahlbe- rechtigte | Anzahl Wählende | Wahlbe- teiligung | Gewählte und Nichtgewählte                                                  | Partei   | Stimmen                 | Anteil                      |
| ------------------ | ------------------------ | -------------------------------- | ----------------- | --------------- | ----------------- | --------------------------------------------------------------------------- | -------- | ----------------------- | --------------------------- |
| Nr. 4 (ZH)         | Paul Carl Eduard Ziegler | 9. Dezember 1855                 | ca. 15 200        | 3 250           | 21,4 %            | Ulrich Meister sr. Johann Jakob Bucher                                      | FL FL    | 1 689 1 505             | 52,0 % 46,3 %               |
| Nr. 11 (LU)        | Josef Martin Knüsel      | 28. Oktober 1855                 | ca. 8 000         | 922             | 11,5 %            | Josef Vonmatt                                                               | FL       | 0 922                   | 100,0 %                     |
| Nr. 31 (SG)        | Johann Georg Anderegg    | 15. Juni 1856                    | ca. 12 000        | 8 112           | 67,6 %            | Johann Joseph Müller Johann Jakob Weber                                     | KK LM    | 4 481 3 148             | 55,2 % 39,3 %               |
| Nr. 32 (GR)        | Johann Baptista Bavier   | 7. Dezember 1856                 | ca. 5 800         | 2 749           | 47,4 %            | Peter C. von Planta Johann A. Sprecher                                      | FL LM    | 1 488 1 244             | 54,1 % 45,3 %               |
| Nr. 37 (AG)        | Friedrich Schmid         | 14. November 1856                | 16 766            | 13 475          | 80,4 %            | Johann Rudolf Ringier Carl Feer-Herzog Samuel Wildi                         | LM LM FL | 4 574 3 859 1 629       | 33,9 % 28,6 % 12,1 %        |
| Nr. 37 (AG)        | Friedrich Schmid         | 23. November 1856 (2. Wahlgang)  | 16 775            | 13 470          | 80,3 %            | Johann Rudolf Ringier Carl Feer-Herzog                                      | LM LM    | 7 319 4 462             | 54,3 % 33,1 %               |
| Nr. 38 (AG)        | Udalrich Schaufelbühl    | 5. September 1856                | 12 196            | 9 750           | 80,0 %            | Wilhelm Ducloux Adolf Hauser Friedrich Joseph Bürli Karl Emanuel Fahrländer | FL FL KK | 3 118 3 091 1 173 0 807 | 31,8 % 31,7 % 12,0 % 08,3 % |
| Nr. 38 (AG)        | Udalrich Schaufelbühl    | 19. September 1856 (2. Wahlgang) | 12 196            | 9 959           | 81,7 %            | Adolf Hauser Wilhelm Ducloux                                                | FL FL    | 4 944 3 735             | 49,6 % 37,5 %               |
| Nr. 38 (AG)        | Udalrich Schaufelbühl    | 26. September 1856 (3. Wahlgang) | 12 196            | 9 897           | 81,4 %            | Adolf Hauser Wilhelm Ducloux                                                | FL FL    | 6 311 2 936             | 63,8 % 29,7 %               |
| Nr. 43 (VD)        | Abram-Daniel Meystre     | 28. Oktober 1855                 | ca. 15 500        | 3 826           | 24,7 %            | Samuel Déglon                                                               | FL       | 3 276                   | 85,6 %                      |
| Nr. 47 (VS)        | Adrien-Félix Pottier     | 4. November 1855                 | ca. 9 400         | 2 507           | 26,6 %            | Maurice-Eugène Filliez Hippolyte Pignat Maurice Claivaz                     | FL FL FL | 0 927 0 866 0 714       | 36,9 % 34,5 % 28,4 %        |
| Nr. 47 (VS)        | Adrien-Félix Pottier     | 18. November 1855 (2. Wahlgang)  | ca. 9 400         | 4 205           | 44,7 %            | Maurice-Eugène Filliez Hippolyte Pignat Maurice Claivaz                     | FL FL FL | 1 711 1 494 0 973       | 40,6 % 35,5 % 23,1 %        |
| Nr. 47 (VS)        | Adrien-Félix Pottier     | 16. Dezember 1855 (3. Wahlgang)  | ca. 9 400         | 5 429           | 57,7 %            | Maurice-Eugène Filliez Hippolyte Pignat                                     | FL FL    | 3 032 2 348             | 55,8 % 43,2 %               |
| Nr. 47 (VS)        | Maurice-Eugène Filliez   | 7. September 1856                | ca. 9 300         | 2 941           | 31,6 %            | Maurice Claivaz Antoine Luder                                               | FL KK    | 1 598 1 208             | 54,3 % 41,1 %               |
| Nr. 48 (NE)        | Fritz Courvoisier        | 25. Februar 1855                 | ca. 17 400        | 2 255           | 13,0 %            | Frédéric Lambelet Henri Grandjean                                           | FL FL    | 1 221 1 023             | 54,2 % 45,4 %               |

## Quelle
- Erich Gruner: Die Wahlen in den Schweizerischen Nationalrat 1848–1919. Band 3. Francke Verlag, Bern 1978, ISBN 3-7720-1445-3, S. 41–55.